# Волим те Аксаније
„Волим те Аксаније” је југословенски ТВ филм из 1972. године. Режирала га је Соја Јовановић а сценарио је написала Драгана Јовановић.

## Улоге
| Глумац                     | Улога |
| -------------------------- | ----- |
| Радмила Гутеша             |       |
| Павле Јовановић            |       |
| Љубица Ковић               |       |
| Мира Николић               |       |
| Милица Рончевић            |       |
| Соња Савић                 |       |
| Властимир Ђуза Стојиљковић |       |
| Миливоје Томић             |       |